# Здравствуйте! Я продюсер Вуди Аллена
«Здравствуйте! Я продюсер Вуди Аллена» (англ. Hello! I'm a Producer of Woody Allen) — комедия на английском языке.

## Сюжет
Русская туристка в Италии, пытается прорваться на премьеру Вуди Аллена. По воле случая фотографы принимают её за звезду и начинают фотографировать, прохожие просят автографы. Кристина, не спеша всех разуверять в том что она не актриса, принимает роль дивы! Так с ней знакомится продюсер Вуди Аллена, импозантный Итальянец средних лет. Он предлагает Кристине роль в фильме и приглашает на премьеру. И теперь мечты Кристины растут от поисков билета на фильм до желания стать звездой и заполучить этого мультимиллионера и всё, что к нему прилагается. История имеет забавный поворот и возвращает все на круги своя.

## В ролях
- Марина Орлова — Кристина
- Родольфо Корсато[итал.] — Родольфо
- Пино Амендола — Менеджер ресторана

### Съёмочная группа
- Сценарист, продюсер, композитор: Марина Орлова
- Режиссёр постановщик: Никола Деорсола
- Роли исполняли: Марина Орлова, Родольфо Корсато[итал.]